# 필립스 관계
필립스 관계(Phillips relationship)란 천체물리학에서 Ia형 초신성의 최대 광도와, 그 이후 광도 변화의 속도 사이의 관계를 말한다. 세로 토롤로 초신성 조사를 진행하던 중, 마크 M. 필립스는 최대 밝기 이후 빨리 어두워지는 초신성일수록 최대 등급이 어둡다는 것을 발견했다. 이 관계는 Ia형 초신성의 최대 등급을 표준촉광으로 쓸 때 사용된다.
{\displaystyle M_{\mathrm {max} }(B)=-21.726+2.698\Delta m_{15}(B).}
관계식은 위와 같다. 여기서 {\displaystyle \Delta {m}_{15}(B)}는 최대 밝기 이후 15일 동안의 B 대역 등급 변화값이다.